# Filmfestival van Venetië 2017
Het 74ste Filmfestival van Venetië was een internationaal filmfestival dat plaatsvond in Venetië, Italië van 30 augustus tot en met 9 september 2017.

## Jury
De internationale jury:
| Naam                            | Beroep                                        | Land                |
| ------------------------------- | --------------------------------------------- | ------------------- |
| Annette Bening (juryvoorzitter) | Actrice                                       | Verenigde Staten    |
| Ildikó Enyedi                   | Filmregisseur en scenarioschrijver            | Hongarije           |
| Michel Franco                   | Filmregisseur, producent en scenarioschrijver | Mexico              |
| Rebecca Hall                    | Actrice                                       | Verenigd Koninkrijk |
| Anna Mouglalis                  | Actrice                                       | Frankrijk           |
| David Stratton                  | Filmrecensent                                 | Verenigd Koninkrijk |
| Jasmine Trinca                  | Actrice                                       | Italië              |
| Edgar Wright                    | Filmregisseur en scenarioschrijver            | Verenigd Koninkrijk |
| Yonfan                          | Filmregisseur, producent en scenarioschrijver | Hongkong            |

## Officiële selectie

### Binnen de competitie
De volgende films werden geselecteerd voor de internationale competitie. De gearceerde film betreft de winnaar van de Gouden Leeuw.
| Film                                      | Regisseur                      | Land                                                                             |
| ----------------------------------------- | ------------------------------ | -------------------------------------------------------------------------------- |
| Ammore e malavita                         | Antonio Manetti, Marco Manetti | Vlag van Italië                                                                  |
| Downsizing                                | Alexander Payne                | Vlag van Verenigde Staten                                                        |
| Ex Libris: The New York Public Library    | Frederick Wiseman              | Vlag van Verenigde Staten                                                        |
| Una famiglia                              | Sebastiano Riso                | Vlag van Italië                                                                  |
| First Reformed                            | Paul Schrader                  | Vlag van Verenigde Staten                                                        |
| Foxtrot                                   | Samuel Maoz                    | Vlag van Israël · Vlag van Duitsland · Vlag van Frankrijk · Vlag van Zwitserland |
| Hannah                                    | Andrea Pallaoro                | Vlag van Italië · Vlag van België · Vlag van Frankrijk                           |
| Human Flow                                | Ai Weiwei                      | Vlag van Duitsland · Vlag van Verenigde Staten                                   |
| L'Insulte                                 | Ziad Doueiri                   | Vlag van Frankrijk · Vlag van Libanon                                            |
| Jia nian hua                              | Vivian Qu                      | Vlag van China · Vlag van Frankrijk                                              |
| Jusqu'à la garde                          | Xavier Legrand                 | Vlag van Frankrijk                                                               |
| Lean on Pete                              | Andrew Haigh                   | Vlag van Verenigd Koninkrijk                                                     |
| The Leisure Seeker                        | Paolo Virzì                    | Vlag van Italië                                                                  |
| Mektoub, My Love: Canto Uno               | Abdellatif Kechiche            | Vlag van Frankrijk · Vlag van Italië                                             |
| Mother!                                   | Darren Aronofsky               | Vlag van Verenigde Staten                                                        |
| Sandome no satsujin                       | Koreeda Hirokazu               | Vlag van Japan                                                                   |
| The Shape of Water                        | Guillermo del Toro             | Vlag van Verenigde Staten                                                        |
| Suburbicon                                | George Clooney                 | Vlag van Verenigde Staten                                                        |
| Sweet Country                             | Warwick Thornton               | Vlag van Australië                                                               |
| Three Billboards Outside Ebbing, Missouri | Martin McDonagh                | Vlag van Verenigd Koninkrijk                                                     |
| La villa                                  | Robert Guédiguian              | Vlag van Frankrijk                                                               |

## Prijzen
Binnen de competitie:
- Gouden Leeuw: The Shape of Water van Guillermo del Toro
- Grote Juryprijs: Foxtrot van Samuel Maoz
- Zilveren Leeuw: Xavier Legrand voor Jusqu'à la garde
- Coppa Volpi voor beste acteur: Kamel El Basha voor L'Insulte
- Coppa Volpi voor beste actrice: Charlotte Rampling voor Hannah
- Speciale Juryprijs: Sweet Country van Warwick Thornton
- Premio Osella voor beste scenario: Three Billboards Outside Ebbing, Missouri van Martin McDonagh
- Premio Marcello Mastroianni: Charlie Plummer voor Lean on Pete